# Corbatón
Corbatón es una localidad española del municipio de Cosa, perteneciente a la provincia de Teruel, en la comunidad autónoma de Aragón. Está ubicada en la comarca de Jiloca.

## Historia
Hacia mediados del siglo XIX, el lugar, por entonces con ayuntamiento propio, tenía contabilizada una población de 80 habitantes. Aparece descrito en el sexto volumen del Diccionario geográfico-estadístico-histórico de España y sus posesiones de Ultramar de Pascual Madoz de la siguiente manera:

CORBATON: l. con ayunt. en la prov. de Teruel (9 leg.), part. jud. y adm. de rent. de Segura (4), dióc., aud. terr. y c. g. de Zaragoza (18). sit. en un llano circundado de montes y combatido por el viento N.: su clima es frio y sano. Tiene 20 casas inclusa la municipal: escuela de instruccion primaria concurrida por 4 alumnos, sin dotacion fija; igl. parr. (San Macario), servida por un cura cuya vacante se provee por oposicion en concurso: el cementerio está contiguo á la igl.; los vec. se surten del agua de una fuente poco copiosa que hay en el l. Confina el térm. N. con el de Alpenes; E. con el de Pancrudo; S. con el de Lidon; O. con el de Rubielos. El terreno es secano á escepcion de algunos poblados de árboles y no muy fértil: sus caminos son locales: sus montes poco poblados: la correspondencia se recibe de Calamocha por particulares. prod.: trigo, centeno, frutas; cria de ganado lanar, caza de liebres y perdices. comercio: esportacion de granos é importacion de otros art. pobl.: 21 vec., 80 alm. contr. V. la capital del part.
(Madoz, 1847, p. 574)

## Demografía
| Gráfica de evolución demográfica de Corbatón entre 1842 y 1970 |
| |
| Población de derecho según los censos de población del INE Población de hecho según los censos de población del INEEn este censo se denominaba Carbaton: 1842 Entre el censo de 1981 y el anterior, este municipio desaparece porque se integra en el municipio 44085 (Cosa) |